# Crashdïet
Crashdïet ist eine schwedische Glam-Metal- und Sleaze-Rock-Band, die 2000 in Stockholm von Sänger David Hellman alias Dave Lepard gegründet wurde.

## Geschichte
Die Band wurde 2000 von Dave Lepard und drei Schulfreunden gegründet, benannt nach einem unveröffentlichten Lied von Guns n’ Roses. Nach drei Demos trennte sich Sänger Dave Lepard von den anderen Bandmitgliedern aufgrund musikalischer und persönlicher Differenzen und gründete die Gruppe mit dem heutigen Personal 2002 neu, während die vorherigen Bandmitglieder sich in andere Bands wie Repugnant oder SubVision aufteilten. Dave Lepard blieb die prägende Person der Band, der sich für Lieder, Texte und Erscheinungsbild der Gruppe verantwortlich zeigte. In einer Auflage von 500 Exemplaren veröffentlichten Crashdïet 2003 eine EP und wurden 2004 von der Plattenfirma Universal Records unter Vertrag genommen, auch, da sich diese vom Rock-’n’-Roll-Image der Band beeindruckt zeigte.

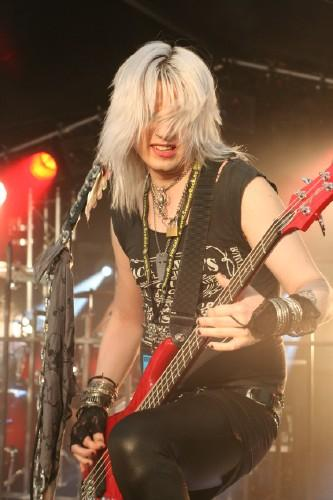
Bassist Peter London

Musikalisch sieht sich die Band von Skid Row, Guns n’ Roses, Kiss, W.A.S.P., Cinderella, Ratt und GG Allin inspiriert. Martin Sweet und Peter London beziehen sich auf die roher gehaltenen Werke der 1980er-Jahre und sehen darin, dass später „alles glattpoliert“ und „viel zu poppig“ wurde und „den damaligen Glam- und Sleaze-Bands der Punk abhandenkam“, und nicht im Aufkommen des Grunge und der Band Nirvana, den Grund für den Tod des Hair Metal.
2005 wurde ihr Debütalbum Rest in Sleaze veröffentlicht, welches von Kritikern sehr wohlwollend aufgenommen wurde und die Band zu den Hoffnungsträgern innerhalb der neu entstandenen Sleazebewegung in Schweden machte. Der ansteigende Erfolg brachte jedoch den ersten Schicksalsschlag für die Gruppe. Aufgrund von Drogenproblemen und einher gehender schwerer Depressionen beging Sänger Dave Lepard im Januar 2006 im Alter von 25 Jahren Suizid. Von der Polizei wurde dieser am 20. Januar in seinem Appartement aufgefunden, welche Suizid durch Erhängen feststellte. Aufgrund dieses Ereignisses wurde die Band von den anderen Mitgliedern aufgelöst. Ermutigung durch die Fans, wie auch der Mutter von Dave Lepard, brachten die Gruppe jedoch zum Entschluss, 2007 einen Neuanfang zu wagen. Unter diesem Bandnamen auch in Übereinkunft mit Lepards Familie, was jedoch auch zu Kritik führte, da Crashdïet stets als Lepards „Kind“ galt, umstritten ist, inwiefern diese Ende 2005 bereits aufgelöst war und sich nun kein Originalmitglied mehr in der Band befand.

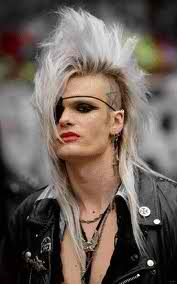
Ehemaliger Sänger Simon Cruz (2010)

In Schweden, England und den USA wurde ein neuer Sänger gesucht, bis man schließlich in Finnland auf Olli Herman Kosunen, den Sänger der damals weniger bekannten Band Reckless Love stieß. Als H. Olliver Twisted stieß dieser zur Band und bestritt sein erstes Konzert mit Crashdïet am 21. Januar 2007 in Stockholm, bereits vor ausverkaufter Halle mit Vorbands wie Crucified Barbara. Im Frühjahr begannen die Arbeiten zum zweiten Album, für das Mötley-Crüe-Gitarrist Mick Mars an zwei Liedern mitwirkte. Dieses wurde schließlich im November 2007 unter dem Titel The Unattractive Revolution veröffentlicht, pünktlich zu einer Tour zusammen mit Hardcore Superstar durch Europa. Nach nur eineinhalb Jahren verließ Sänger H. Olliver Twisted die Gruppe allerdings wieder, um sich mehr seiner eigenen Band Reckless Love widmen zu können. Die übrigen Bandmitglieder hingegen sprachen von einem Rauswurf im Sommer 2008 aufgrund geringen Engagements und fehlender Identifikation mit der Band.
Die ausgiebige Suche nach einem neuen Sänger zog sich hin, bis im Juli 2009 Simon Cruz, damals vor allem aufgrund seiner Tätigkeit in der Band Jailbait bekannt, vorgestellt wurde. Im April 2010 erschien dann das dritte Studiowerk Generation Wild, dem ausgiebige Tourneen folgten; zu den Höhepunkten zählt die Band ihre ausverkauften Auftritte im Whisky a Go Go in Hollywood und der Webster Hall in New York City. Außerdem spielte die Band im Vorprogramm von Mötley Crüe und Ozzy Osbourne. Ihr drittes Studioalbum Generation Wild fasst laut offizieller Biographie die „außergewöhnliche, aber tragische“ Geschichte der Band zusammen.
Ihr viertes Album The Savage Playground wurde im Januar 2013 veröffentlicht. Während eines Saxon-Konzertes in Nottingham im April 2013 zog sich Michael Sundén, der Manager von Crashdïet, bei einem Sturz so schwere Kopfverletzungen zu, dass er kurze Zeit später daran verstarb. Auch der Tod des Managers brachte die Band, die sich gerade auf Tour befand, in arge finanzielle Schwierigkeiten. Um diese Tour überhaupt beenden zu können, rief die Gruppe daher ihre Fans zu Spenden auf.
Unter dem Titel Illegal Rarities wurde 2014 die EP von 2003 wiederveröffentlicht. Im Februar 2015 gab die Band den Abschied von Sänger Simon Cruz, während der laufenden Japan-Tour bekannt. Damit verlor die Gruppe ihren dritten Sänger. Im Frühjahr trat Martin Sweet der ebenfalls aus Schweden stammenden Band Sister bei. Im gleichen Jahr äußerte er, Crashdïet sei nicht aufgelöst, sondern nach wie vor seine Hauptband, wenngleich auch nicht aktiv nach einem neuen Sänger gesucht würde.
Im Dezember 2017 stellte die Band Gabriel Keyes als neuen Sänger vor. Wenige Wochen später folgte mit We Are the Legion bereits die erste von diesem eingesungene Veröffentlichung auf dem bandeigenen Label Diet Records.
Gabriel Keyes verließ die Band im Februar 2024, als neuen Sänger präsentierte die Band John Elliot. Außerdem stieg Michael Sweet, der Bruder des Gitarristen Martin Sweet, vom Live-Drummer zum festen Bandmitglied auf.

## Bandmitglieder

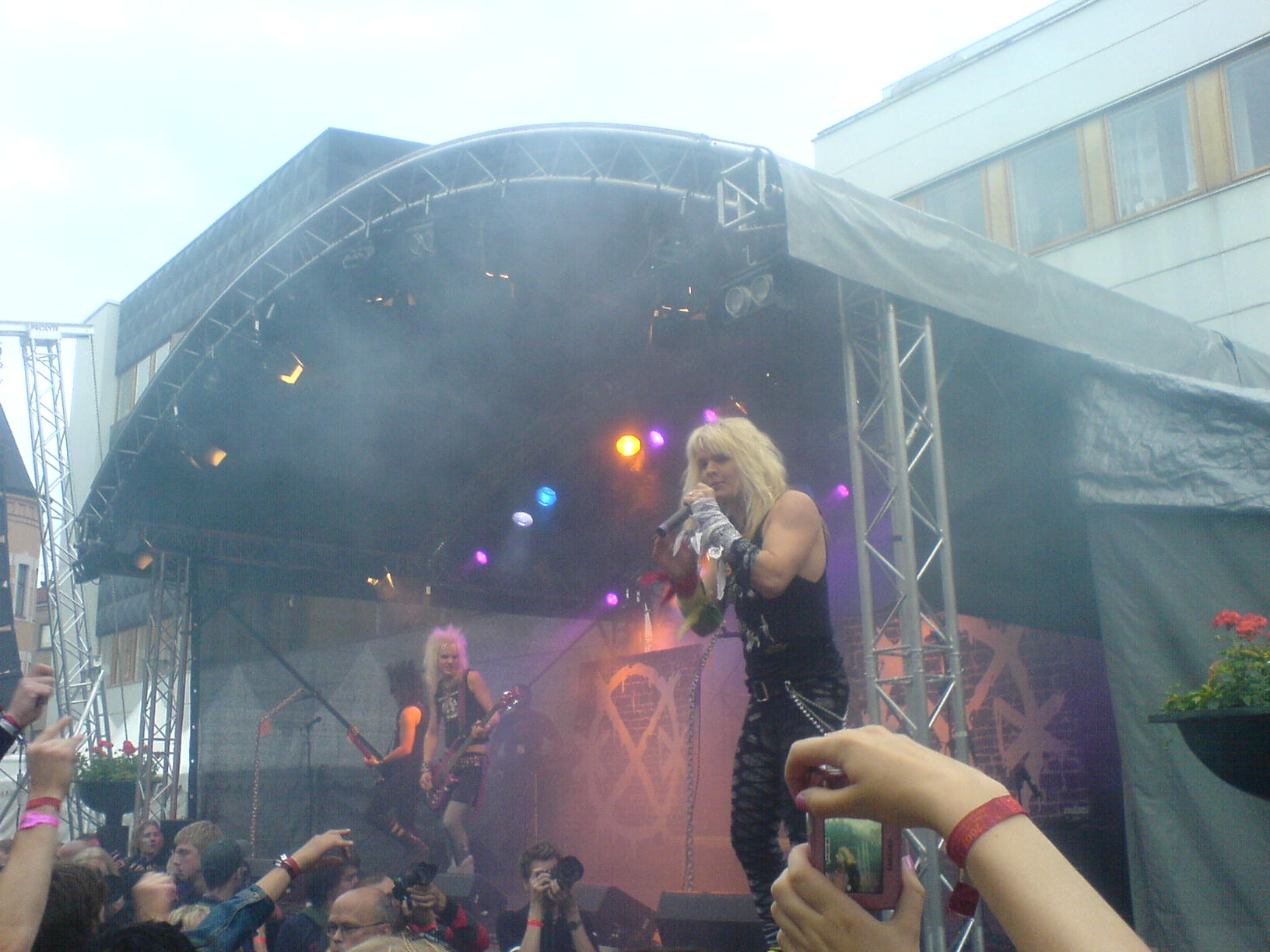
Live 2007, mit Olli Herman am Mikrofon

## Diskografie

### Studioalben
- 2005: Rest in Sleaze (CD, 2015 als LP)
- 2007: The Unattractive Revolution (CD, 2017 als LP)
- 2010: Generation Wild (CD, 2011 als LP)
- 2013: The Savage Playground (CD/LP)
- 2019: Rust (CD/LP)
- 2022: Automaton

### Sonstige Alben
- 2013: Scandinavian Helltour 2013 Live (Live-Album, Download)
- 2013: The Demo Sessions (Demo-Album, Download)
- 2014: Illegal Rarities Volume 1 (Kompilation, CD)
- 2017: Live in Sleaze (Live-Album, CD/LP)
- 2017: Rest in Sleaze (The Rough Mixes) (Demo-Album, Download)

### Singles und EPs
- 2003: Crashdïet (CD)
- 2005: Riot in Everyone (7"-Vinyl)
- 2005: Knokk 'Em Down (CD)
- 2005: It’s a Miracle (CD)
- 2005: Breakin’ the Chainz (CD)
- 2005: Riot in Everyone  (CD)
- 2007: In the Raw (CD)
- 2010: Chemical (Download/Promo-CD)
- 2010: Generation Wild (CD)
- 2012: Cocaine Cowboys (Download)
- 2017: We Are the Legion (7"-Vinyl/Download)

### Videoalben
- 2007: Rest in Sleaze Tour 2005 (DVD)
- 2009: The Unattractive Revolution Tour 07-08 (DVD)
- 2012: Shattered Glass And Broken Bones (Three Years Of Generation Wild) (DVD)